# تان یونشیان
تان یونشیان (به چینی: 談允賢 ; ۱۴۶۱–۱۵۵۴) یک پزشک در دوران سلسله مینگ در چین بود.

## زندگی‌نامه
مادربزرگِ یونشیان، دخترِ یک پزشک بود. یکی از دلایلی که پدربزرگ یونشیان با مادربزرگش ازدواج کرد این بود که خودش پزشکی را یاد بگیرد. دو نفر از پسران پدربزرگ و مادربزرگش توانستند امتحانات جینشی (نوعی امتحانات سلطنتی) را پشت سر بگذارند و به مقام رسمی برسند. یکی از این پسران پدر یونشیان بود. با توجه به علاقه پدربزرگ و مادربزرگش به او، (که شواهد نشان می‌دهد این علاقه به‌علت هوش و ذکاوت یونشیان بوده‌است)، پدربزرگ و مادربزرگش دانش پزشکی خود را به وی آموختند. تان یونشیان بعداً ازدواج کرد، چهار فرزند بزرگ کرد و زنان را درمان می‌کرد. یونشیان عمر طولانی‌تری نسبت به اطرافیانش داشت و در سن ۹۳ سالگی درگذشت.

## فعالیت پزشکی
کارِ تان یونشیان، معالجه زنان بود. او در ابتدا با راهنمایی مادربزرگش برای تأیید تشخیص خود، درمان فرزندانش را شروع کرد. سوابق کتاب تان مواردی از سی و یک بیمار را نشان می‌دهد که او تحت درمان قرار داده‌است. زنانی که او با آنها کار می‌کرد معمولاً به جای بیماری‌های موقت، امراض مزمن داشتند. در دوران سلسله مینگ، بسیاری از زنان «مشکلات زنانه» مانند بی‌نظمی قاعدگی، سقط‌های مکرر، نازایی و افسردگی پس از زایمان داشتند. سایر بیماران بیماری‌هایی داشتند که هر دو جنس ممکن است دچار آن شوند، مانند سرفه، بی‌خوابی، بثورات پوستی، تورم، اسهال یا حالت تهوع.
یونشیان، مانند سایر پزشکان باسواد، اغلب برای بیماران خود داروهای گیاهی تجویز می‌کرد. وی همچنین عمل موکسیبوشن را انجام می‌داد. این عمل، شبیه طب سوزنی بود. این فرایند، گردش خون چی را تحریک می‌کرد. از آنجایی که پزشک معالج در این روش مجبور بود بیمار را به صورت فیزیکی لمس کند، پزشکان مرد قادر به انجام این درمان بر روی زنان نبودند. یونشیان این عمل را روی بسیاری از زنان شاغل انجام داد. گزارش‌های مختلف که از نتیجه‌گیری‌های یونشیان باقیمانده است، نشان می‌دهد که این زنان چگونه غالباً بیش از حد کار می‌کنند و در نتیجه علائم مختلفی از بیماری در آنها مشاهده می‌شود.
اگرچه تان یونشیان توانست در زمینه زنان، اطفال و زنان و زایمان فعالیت کند، تجربه او در زمینه‌های دیگر محدود بود. تان فقط توانست در این کشور در میان دوستان یا آشنایان خود طبابت کند. حتی پس از تکمیل کتاب «گفته‌های یک پزشک زن»، نتوانست آن را منتشر کند. در واقع، او مجبور شد از پسرش بخواهد که بلوک‌های چاپ را برای او برش دهد.